# William Anderson (cyclisme)
Pour les articles homonymes, voir William Anderson et Anderson.
William Anderson est un coureur cycliste canadien du début du XXe siècle

## Biographie
En 1908, il remporte une médaille de bronze aux Jeux olympiques de Londres, lors de la poursuite par équipe avec William Morton, Walter Andrews et Frederick McCarthy. Il participe également aux épreuves du 5 kilomètres, du 20 kilomètres, du 100 kilomètres mais est éliminé au 1er tour à chaque fois.

## Palmarès

### Jeux olympiques
- Londres 1908
  -  Médaillé de bronze de la poursuite par équipe (avec William Morton, Walter Andrews et Frederick McCarthy)